# Esportista català de l'any
El Premi Esportista català de l'any és un guardó esportiu creat l'any 1997, atorgat anualment per la Unió de Federacions Esportives de Catalunya i el diari Sport. Reconeix els mèrits dels esportistes catalans que han excel·lit en les seves disciplines durant l'any. S'atorga durant la celebració de la Festa de l'Esport Català, tant en categoria masculina com femenina.
Els esportistes catalans que han rebut més vegades el premi són Gemma Mengual (2001, 2003, 2005, 2008), en categoria femenina, i Marc Márquez (2013, 2014, 2017, 2019), en categoria masculina, amb quatre cadascun. Per altra banda, les disciplines esportives més guardonades son el motociclisme (13), la natació sincronitzada (10) i el futbol (7).

## Llista de premiats
| Edició | Any  | Millor esportista (m)    | Millor esportista (f)          | refs.  |
| ------ | ---- | ------------------------ | ------------------------------ | ------ |
| 1a     | 1997 | Reyes Estévez López      | Elisabet Delgado Cazorla       |        |
| 2a     | 1998 | Àlex Corretja i Verdegay | Arantxa Sánchez-Vicario        |        |
| 3a     | 1999 | Àlex Crivillé Tapias     | Cristina Feo i Gómez           |        |
| 4a     | 2000 | Gervasi Deferr Ángel     | María del Monte Vasco Gallardo |        |
| 5a     | 2001 | Pau Gasol i Sáez         | Gemma Mengual i Civil          |        |
| 6a     | 2002 | Albert Costa i Casals    | Beatriz Ferrer-Salat           | [ 2 ]  |
| 7a     | 2003 | Daniel Pedrosa i Ramal   | Laia Sanz i Pla-Giribert       |        |
| 7a     | 2003 | Daniel Pedrosa i Ramal   | Gemma Mengual i Civil          |        |
| 8a     | 2004 | Gervasi Deferr Ángel     | Natàlia Via-Dufresne Pereña    |        |
| 8a     | 2004 | Gervasi Deferr Ángel     | Sandra Azón Canalda            |        |
| 9a     | 2005 | Daniel Pedrosa i Ramal   | Gemma Mengual i Civil          | [ 3 ]  |
| 10a    | 2006 | Pau Gasol i Sáez         | Mónica Azón Canalda            |        |
| 10a    | 2006 | Pau Gasol i Sáez         | Sandra Azón Canalda            |        |
| 11a    | 2007 | Marc Coma i Camps        | María del Monte Vasco Gallardo |        |
| 12a    | 2008 | Pol Amat i Escudé        | Gemma Mengual i Civil          | [ 4 ]  |
| 12a    | 2008 | Pol Amat i Escudé        | Andrea Fuentes i Fache         | [ 4 ]  |
| 13a    | 2009 | Xavier Hernández i Creus | Natalia Rodríguez Martínez     | [ 5 ]  |
| 13a    | 2009 | Xavier Hernández i Creus | Gisela Pulido i Borrell        | [ 5 ]  |
| 14a    | 2010 | Carles Puyol i Saforcada | Andrea Fuentes i Fache         | [ 6 ]  |
| 15a    | 2011 | Víctor Valdés i Arribas  | Andrea Fuentes i Fache         | [ 7 ]  |
| 16a    | 2012 | Joel González Bonilla    | Mireia Belmonte i García       | [ 8 ]  |
| 17a    | 2013 | Marc Márquez i Alentà    | Ona Carbonell i Ballestero     | [ 9 ]  |
| 18a    | 2014 | Marc Márquez i Alentà    | Laia Sanz i Pla-Giribert       | [ 10 ] |
| 19a    | 2015 | Gerard Piqué i Bernabeu  | Núria Picas i Albets           | [ 11 ] |
| 20a    | 2016 | Saúl Craviotto i Rivero  | Mireia Belmonte i García       | [ 12 ] |
| 21a    | 2017 | Marc Márquez i Alentà    | Ona Carbonell i Ballestero     | [ 13 ] |
| 22a    | 2018 | Jordi Alba i Ramos       | Jessica Vall i Montero         | [ 14 ] |
| 23a    | 2019 | Marc Márquez i Alentà    | Ona Carbonell i Ballestero     | [ 15 ] |
| 23a    | 2019 | Àlex Márquez i Alentà    | Ona Carbonell i Ballestero     | [ 15 ] |
| 24a    | 2020 | Antoni Bou i Mena        | Aina Cid Centelles             | [ 16 ] |
| 25a    | 2021 | Saúl Craviotto i Rivero  | Alèxia Putellas i Segura       | [ 17 ] |
| 26a    | 2022 | Antoni Bou i Mena        | Aina Florenza Edo              | [ 18 ] |
| 27a    | 2023 | Jordi Xammar Hernández   | Aitana Bonmatí i Conca         | [ 19 ] |
| 28a    | 2024 | Dennis González Boneu    | Ariana Sánchez Fallada         | [ 20 ] |

## Palmarès
| Nota: Esportistes catalans distingits amb dos o més premis |

| Esportista                     | Nombre de premis | Anys                   |
| ------------------------------ | ---------------- | ---------------------- |
| Gemma Mengual i Civil          | 4                | 2001, 2003, 2005, 2008 |
| Marc Márquez i Alentà          | 4                | 2013, 2014, 2017, 2019 |
| Andrea Fuentes i Fache         | 3                | 2008, 2010, 2011       |
| Ona Carbonell i Ballestero     | 3                | 2013, 2017, 2019       |
| Gervasi Deferr Ángel           | 2                | 2000, 2004             |
| Daniel Pedrosa i Ramal         | 2                | 2003, 2005             |
| Pau Gasol i Sáez               | 2                | 2001, 2006             |
| Sandra Azón Canalda            | 2                | 2004, 2006             |
| María del Monte Vasco Gallardo | 2                | 2000, 2007             |
| Laia Sanz i Pla-Giribert       | 2                | 2003, 2014             |
| Mireia Belmonte i García       | 2                | 2012, 2016             |
| Saúl Craviotto i Rivero        | 2                | 2016, 2021             |
| Antoni Bou i Mena              | 2                | 2020, 2022             |